# Resolutie 2307 Veiligheidsraad Verenigde Naties
Resolutie 2307 van de Veiligheidsraad van de Verenigde Naties werd unaniem aangenomen door de VN-Veiligheidsraad op 13 september 2016. De resolutie stemde in met het voorstel van secretaris-generaal Ban Ki-moon over de omvang, taken en mandaat van de VN-waarnemingsmissie die in Colombia ging toezien op de wapenstilstand tussen de regering en de FARC-rebellen.

## Achtergrond
In Colombia was al sinds midden jaren 1960 een gewapend conflict aan de gang tussen het regeringsleger, paramilitaire groeperingen, linkse rebellengroepen en drugsbendes. De Revolutionaire Strijdkrachten van Colombia of "FARC(-EP)" zijn een van de grootste. Ontstaan uit onvrede over de ongelijkheid tussen grootgrondbezitters en boeren nam de marxistisch-leninistisch geïnspireerde groepering de wapens op tegen de conservatieve regering. Na verloop van tijd werd de groep meer een terreurorganisatie gefinancierd door drugshandel en losgeld van ontvoeringen. Met Amerikaanse steun bracht de regering de FARC zware klappen toe, en na 2000 daalde het aantal strijders fors.
In 2012 begonnen vredesgesprekken tussen de overheid en de FARC om een einde te maken aan het conflict. Venezuela, Cuba en Noorwegen waren daarbij betrokken als bemiddelaars.

## Inhoud
Op 24 augustus 2016 hadden de Colombiaanse regering en de FARC-EP na vijftig jaar conflict een finaal vredesakkoord bereikt. Op 23 juni was reeds een wapenstilstandsakkoord overeengekomen dat voorzag in een tripartite waarnemingsmechanisme. De Verenigde Naties zouden hiervan het internationale component leveren en de leiding nemen. Zoals met resolutie 2261 was gevraagd, had secretaris-generaal Ban Ki-moon al voorbereidingen getroffen voor deze missie.
De Veiligheidsraad keurde de aanbevelingen die hij had gedaan goed. De missie zou verantwoordelijk zijn voor het toezicht op het neerleggen van de wapens. Ook zou ze de coördinatie van het uit de VN, de Colombiaanse regering en de FARC-EP bestaande mechanisme op zich nemen. Dit mechanisme zou toezien op de uitvoering van de wapenstilstand en de ontwapening van de FARC-EP. De VN-missie zou ook verantwoordelijk zijn voor het oplossen van disputen, aanbevelingen formuleren met betrekking tot de uitvoering van de wapenstilstand en rapporteren over de naleving van de akkoorden.
Het mechanisme zou gevestigd worden in een nationaal hoofdkwartier in de hoofdstad Bogota, acht regionale hoofdkwartieren in San José del Guaviare, Florencia, Popayán, Villavicencio, Medellín, Quibdó, Bucaramanga en Valledupar en 23 lokale zones en 8 lokale punten waar FARC-strijders zouden worden ontwapend. Aan het hoofd zou de speciale vertegenwoordiger van de secretaris-generaal komen te staan. Er waren naar schatting 450 waarnemers nodig voor het toezicht op de wapenstilstand. De meesten daarvan zouden uit de landen van de Gemeenschap van Latijns-Amerikaanse en Caraïbische Staten komen. Men streefde er ook naar dat één op de vijf waarnemers een vrouw zou zijn. Voor de veiligheid van de missie werd een beroep gedaan op de Nationale Politie van Colombia.
Lijst ·  2260 ·  2261 ·  2262 ·  2263 ·  2264 ·  2265 ·  2266 ·  2267 ·  2268 ·  2269 ·  2270 ·  2271 ·  2272 ·  2273 ·  2274 ·  2275 ·  2276 ·  2277 ·  2278 ·  2279 ·  2280 ·  2281 ·  2282 ·  2283 ·  2284 ·  2285 ·  2286 ·  2287 ·  2288 ·  2289 ·  2290 ·  2291 ·  2292 ·  2293 ·  2294 ·  2295 ·  2296 ·  2297 ·  2298 ·  2299 ·  2300 ·  2301 ·  2302 ·  2303 ·  2304 ·  2305 ·  2306 ·  2307 ·  2308 ·  2309 ·  2310 ·  2311 ·  2312 ·  2313 ·  2314 ·  2315 ·  2316 ·  2317 ·  2318 ·  2319 ·  2320 ·  2321 ·  2322 ·  2323 ·  2324 ·  2325 ·  2326 ·  2327 ·  2328 ·  2329 ·  2330 ·  2331 ·  2332 ·  2333 ·  2334 ·  2335 ·  2336